# Concert du nouvel an 2015 à Vienne
Le concert du nouvel an 2015 de l'orchestre philharmonique de Vienne, qui a lieu le 1er janvier 2015, est le 75e concert du nouvel an donné au Musikverein, à Vienne, en Autriche. Il est dirigé pour la cinquième fois par le chef d'orchestre indien Zubin Mehta, huit ans après sa dernière apparition.
Cinq pièces sur les vingt au total sont jouées pour la première fois au concert du nouvel an.

## Programme

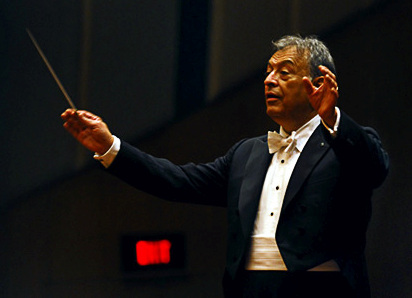
Le chef Zubin Mehta (en 2008)

Les pièces suivies d'un astérisque (*) sont jouées pour la première fois.

### Première partie
1. Franz von Suppé : ouverture de Ein Morgen, ein Mittag, ein Abend in Wien
2. Johann Strauss II : Märchen aus dem Orient, valse, op. 444
3. Josef Strauss : Wiener Leben, polka française, op. 218*
4. Eduard Strauss : Wo man lacht und lebt, polka rapide, op. 108*
5. Josef Strauss : Dorfschwalben aus Österreich, valse, op. 164
6. Johann Strauss II : Vom Donaustrande, polka rapide, op. 356

### Deuxième partie
1. Johann Strauss II : Perpetuum mobile. Ein musikalischer Scherz, scherzo, op. 257
2. Johann Strauss II : Accelerationen, valse, op.234
3. Johann Strauss II : Electro-magnetische-Polka, polka, op. 110
4. Eduard Strauss : Mit Dampf, polka rapide, op. 70
5. Johann Strauss II : An der Elbe, valse, op. 477*
6. Hans Christian Lumbye : Champagner-Galopp, galop, op. 14
7. Johann Strauss II : Studenten-Polka, polka française, op. 263*
8. Johann Strauss : Freiheits-Marsch, marche, op. 226*
9. Johann Strauss II : Annen-Polka, polka, op. 117
10. Johann Strauss II : Wein, Weib und Gesang, valse, op. 333
11. Eduard Strauss : Mit Chic, polka rapide, op. 221

### Rappels
1. Johann Strauss II : Explosions-Polka, polka rapide, op. 43
2. Johann Strauss II : Le Beau Danube bleu, valse, op. 314
3. Johann Strauss : Marche de Radetzky, marche, op. 228

## Discographie
- Zubin Mehta, Wiener Philharmoniker – Neujahrskonzert 2015 : Sony Classical – 88875030292, 2 CD[1].

## Vidéographie
- Zubin Mehta, Wiener Philharmoniker – Neujahrskonzert 2015  : Sony Classical – 88875035509, DVD[2]